# Oppenfeld (Familie)

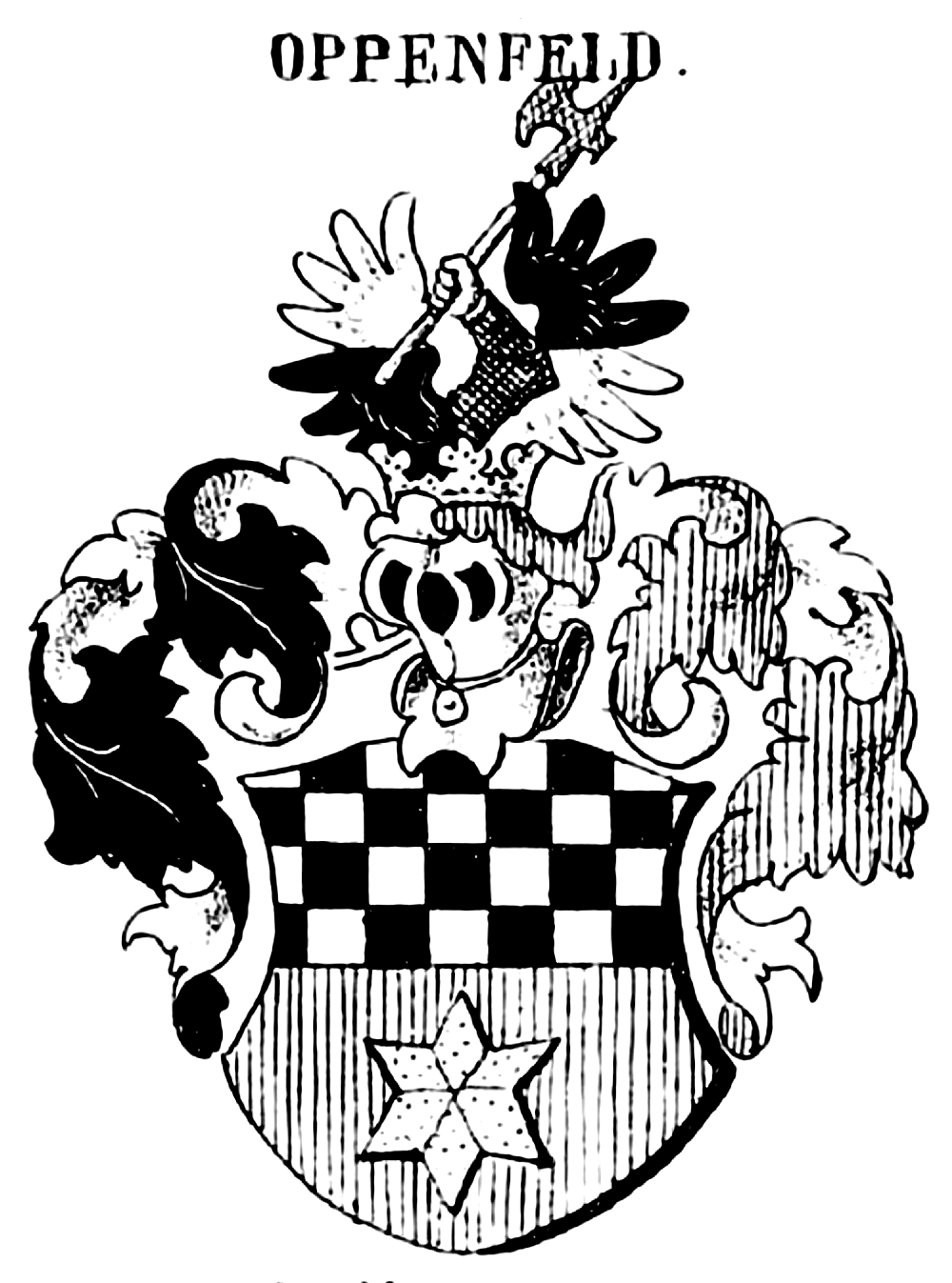
Wappen derer von Oppenfeld

Die Familie von Oppenfeld wurde mit der Person des Berliner Bankiers Georg Moritz Oppenfeld am 16. Mai 1859 durch Prinzregent Wilhelm von Preußen in den erblichen preußischen Adelsstand erhoben. Die Begründer der Linie waren vom jüdischen zum christlichen Glauben konvertiert. Mit preußischer Kabinettsorder vom 28. Februar 1827 war die Erlaubnis erteilt worden, statt des bisherigen Namens Oppenheim nunmehr den Namen Oppenfeld zu führen.

## Geschichte

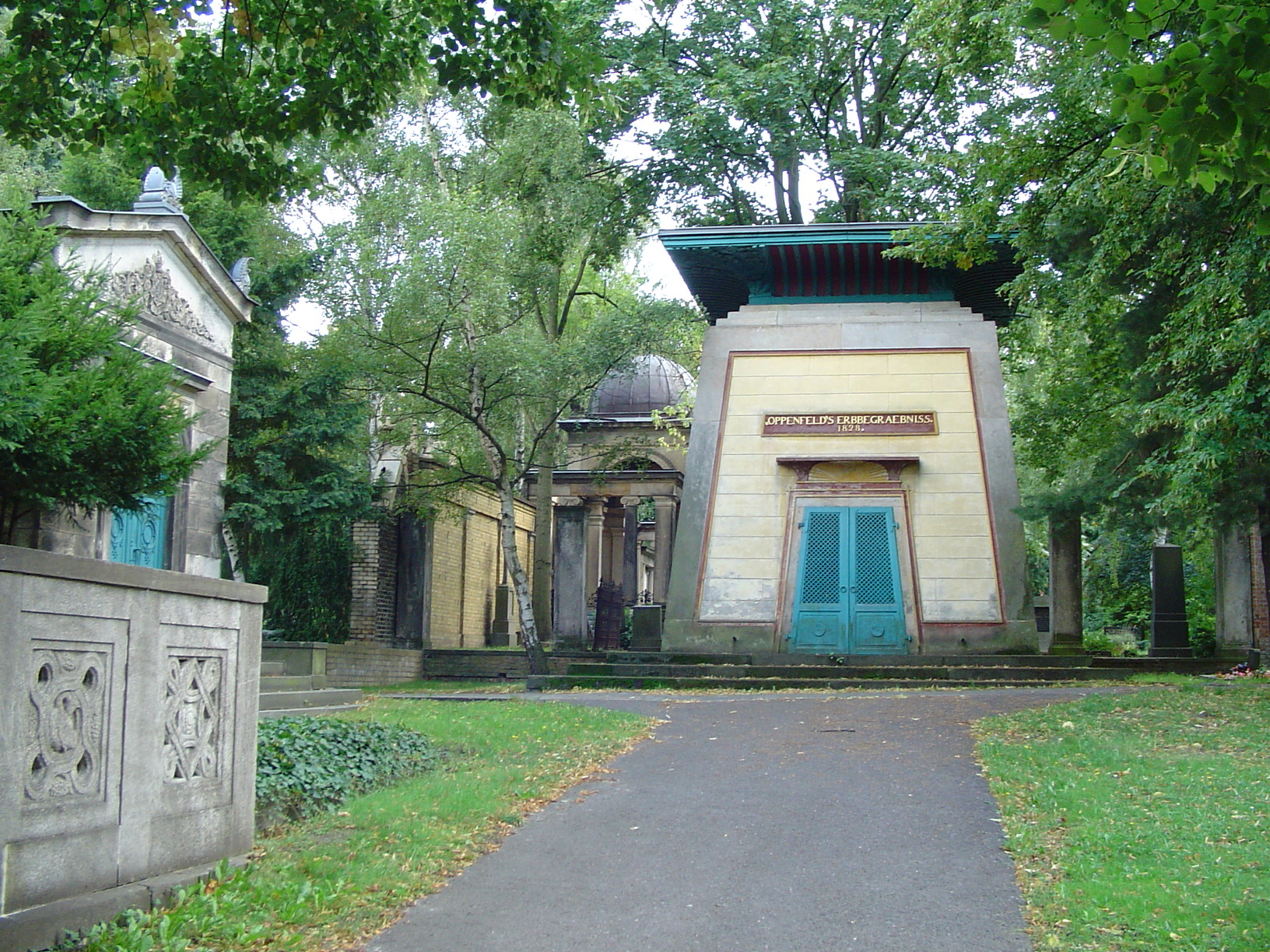
Oppenfeld-Mausoleum Berlin

Im Sommer 1753 stellte Veitel Ephraim (1703–1775) beim König Friedrich II. das Gesuch, das Privileg für seinen zweiten Sohn Joseph Ephraim auf Mendel Joseph übertragen zu lassen, im Dezember 1755 erteilte Friedrich II. dem Handelsmann Mendel Joseph (* um 1720; † um 1758 in Königsberg) aus Schoten an der Memel, Kurland, der ein Vermögen von 12.000 Talern nachweisen konnte, ein Schutzprivilegium für Königsberg (Preußen), gegen eine Zahlung von 1000 Talern an die Chargenkasse.
Mendel Joseph ehelichte Rahel (* um 1734–1790), sie heiratete in zweiter Ehe Isaac David, in dritter Ehe Süßkind Oppenheim (* um 1732 in Hamburg; † 9. September 1809 in Königsberg), Kaufmann, Gemeindevorsteher und Schutzjude mit Generalprivileg in Königsberg vom 28. Oktober 1779. Aus der dritten Ehe ging Marianne „Mirjam“ Oppenheim (um 1767 bis 1836) hervor, verehelicht mit Salomon Joseph Wertheim (1757–1834), der gemeinsame Sohn war Josef von Wertheimer (1800–1887), Philanthrop, Humorist, Autor und Vorkämpfer der Judenemanzipation in Österreich.
Die erste Ehe von Rahel mit Mendel Joseph begründete die Königsberger Linie der Oppenheim, die später die Oppenfeld hervorbrachte. Die gemeinsamen Söhne waren Wolff Mendel Oppenheim (13. März 1753 in Königsberg; † 17. Januar 1828 ebenda) → weiter bei Oppenheim Berlin und:
1. Mendel Oppenheim[8] (* 12. März 1758 in Königsberg i. Pr.; † 17. Januar 1820 in Berlin), Bankier, er nahm den Namen des Stiefvaters an. Verehelicht mit Henriette „Jüttche“ (* 11. Juni 1767 in Berlin; † 16. Dezember 1842 in Berlin, bestattet auf dem Alten Jüdischen Friedhof),[9] Tochter des Daniel Itzig (1723–1799), Bankier. Ihre Schwester Caroline „Kela“ († 8. April 1856 in Berlin) ehelichte den Buchhalter und Teilhaber der Bank ihres Vaters, Michael Wolff[10] (* 22. April 1771 in Dessau; † 1856)
  1. Moses Oppenheim[11] (* 17. Oktober 1793 in Berlin; † 1861, bestattet auf dem Berliner Dreifaltigkeitskirchhof II[12] im Oppenfeld-Mausoleum), Kaufmann einer Tuch- und Seidenhandlung, Bankier, Rittergutsbesitzer, Mitinhaber der Firma M. Oppenheims Söhne Komptoir und Eisenlager. Am 22. Mai 1822 in der Jerusalemkirche christlich getauft auf den Namen Georg Moritz Oppenheim, ab 22. September 1827 „von Oppenfeld“.[13] Die „Georg Moritz von Oppenfeld’sche Familienstiftung zur Unterstützung von Familienangehörigen“ geht auf ihn zurück.[14] Er ehelichte am 14. Dezember 1817 Wilhelmine Miniette Ebers (* 1799), Tochter des Victor Ebers. Dieser war ein Vetter des Vaters von Georg Ebers (1837–1898), dem deutschen Ägyptologen und Schriftsteller.[15]
    1. Carl Friedrich Emanuel Leopold von Oppenfeld auf Reinfeld (Bierzwnica) (* 1818; † 21. November 1871 auf Reinfeld), königlich preußischer Leutnant, ehelichte 1850 Klara Eugenie von der Osten (* 24. Juni 1827 auf Witzmitz; † 1912)[16]
      1. Minette Mora Sophie Helene Eleonore Viktoria Emilie von Oppenfeld (* 13. März 1857 auf Reinfeld) ehelichte Eduard Otto von dem Hagen (* 4. November 1851 in Berlin; † 30. Januar 1906 in Boltenhagen), Premierleutnant[17]
      2. Rittergutsbesitzer Moritz von Oppenfeld (* 3. Mai 1858 in Reinfeld; † Dezember 1941 auf Reinfeld), als Fideikommissherr von Reinfeld war er Mitglied des Preußischen Herrenhauses von 1901 bis 1918, 1928 Brennereibesitzer[18] in Rheinfeld. Seine Fischerei im Klanziger See von Klanzig, Donatowo (Ostrowice) war seinerzeit sehr bedeutend, das Rittergut Nadrensee mit 888 Hektar[19] gehörte ihm ebenfalls. Als Rittmeister diente er unter Paul von Hindenburg und Erich Ludendorff,[20] der studierte Jurist war Berater für Landwirtschaft und Ernährung und Ehrensenator der Universität Greifswald.[21] Er war verehelicht mit Augusta Weber von Treuenfels.
        1. Oberleutnant Karl Ludwig Axel Eduard von Oppenfeld, (†× 21. November 1916 bei Ciurari nahe Ciolănești, Kreis Teleorman),[22] 5. Eskadron des 2. Kürassierregiments unter Rittmeister Alfred von Borcke
        2. Fähnrich Lothar (Lothaar) Karl von Oppenfeld (†× 29. Mai 1915)[22]
        3. Leopold „Leo“ von Oppenfeld (* 1. April 1892 auf Reinfeld; † 1954 in Ravensburg), in den letzten Jahren vor 1945 bewirtschaftete er das Gut Reinfeld mit den Vorwerken Alt Ritzerow (Rycerzewo), Neu Ritzerow (Rycerzewko) und Karlshof. Er war in erster Ehe verheiratet mit Viola von Flemming (* 13. August 1900 in Kolberg (Kołobrzeg); † 11. Juli 1979)[23] und in zweiter Ehe mit Barbara Emmerich.
          1. Dr. Michael von Oppenfeld, Legal Director Urenco ltd. England, Sohn von Leopold von Oppenfeld und Barbara von Oppenfeld geb. Emmerich.

        4. Horst von Oppenfeld (* 16. Juli 1913 in Berlin; † 23. August 2010 in Chevy Chase, Montgomery, Maryland, USA),[24] Ordonnanzoffizier bei Claus Schenk Graf von Stauffenberg.[25] Er wuchs auf dem Gut Reinfeld auf, da seine beiden älteren Brüder bereits im Ersten Weltkrieg gefallen waren, sollte er später das zweite Familiengut Nadrensee übernehmen.[26] Mit elf Jahren kam er auf das Joachimsthalsche Gymnasium in Templin. Er machte seine landwirtschaftliche Ausbildung auf dem Gut Nadrensee, welches er nach der Wende besuchte und beim Neuaufbau unterstützte. Im Zweiten Weltkrieg war er bei Offizier der 10. Panzerdivision, später im deutschen Afrika-Corps, dort wurde er der Adjutant von Stauffenberg. Im Jahre 1943 geriet er in Kriegsgefangenschaft, die Lager befanden sich in Kansas und Rhode Island, wo er Englisch lernte. Nach seiner Entlassung arbeitete er für das Landwirtschaftsministerium als Verbindungsmann zu den amerikanischen Besatzungstruppen. Dort lernt er die Amerikanerin Judith Pownall kennen, heiratete sie 1948 und ging mit ihr in die USA. Er blieb seinem Beruf in der Landwirtschaft treu und unterrichtete an der Cornell University als Professor, die ihn auch auf die Philippinen schickte. Als Berater war er in späteren Jahren bei der Weltbank, dem Entwicklungsprogramm der Vereinten Nationen, dem Internationalen Fonds für landwirtschaftliche Entwicklung in Rom, der Kreditanstalt für Wiederaufbau und der Deutschen Gesellschaft für Technische Zusammenarbeit. Dazu kommt seine Tätigkeit für die türkische Stiftung für die Entwicklung in Ankara und die Zusammenarbeit mit der Grameen Bank, deren Kreditprogramm Muhammad Yunus' mit dem Friedensnobelpreis ausgezeichnet wurde. Im Jahre 1979 war er für die Vereinten Nationen in Kabul, als die sowjetischen Truppen einmarschierten. Aus der Ehe gingen zwei Kinder hervor:
          1. Anita von Oppenfeld
          2. Rolf von Oppenfeld

  2. Daniel Oppenheim (* 11. Juni 1800 in Berlin), Negotiant, Bankier, Rittergutsbesitzer, Mitinhaber der Firma M. Oppenheims Söhne Komptoir und Eisenlager.[27] Er wurde einige Zeit nach seinem Bruder ebenfalls getauft auf den Namen Carl Daniel, das war Bedingung für die Nobilitierung. Die Auguste-Luisen-Stiftung an das Krankenhaus der Barmherzigen Schwestern in Baden, aus deren jährlichen Zinsen zwei arme Mädchen von dort erzogen werden sollten, und die Stiftung an den evangelischen Schulfond zu Baden, dessen Zinsenertrag für das Gehalt eines evangelischen Volksschullehrers verwendet werden sollte, beide vom 28. Oktober 1856, gehen auf ihn zurück.[28] Er wurde Ehrenbürger der Stadt Baden im Jahre 1861[29] und war Mitglied der Gesellschaft der Freunde, einem jüdischen Hilfsverein in Berlin. Er ehelichte Auguste Hermine Dittbauer.
    1. Emilie Elise Alma von Oppenfeld (* 11. November 1844 auf Reinfeld) ehelichte Baron Louis Robert Christian Weber von Treuenfels, Konsul von Österreich-Ungarn[30]
    2. Hans Emil Carl von Oppenfeld (1848–1915), verehelicht mit Margarethe von Eisenmann

## Von Oppenfeld

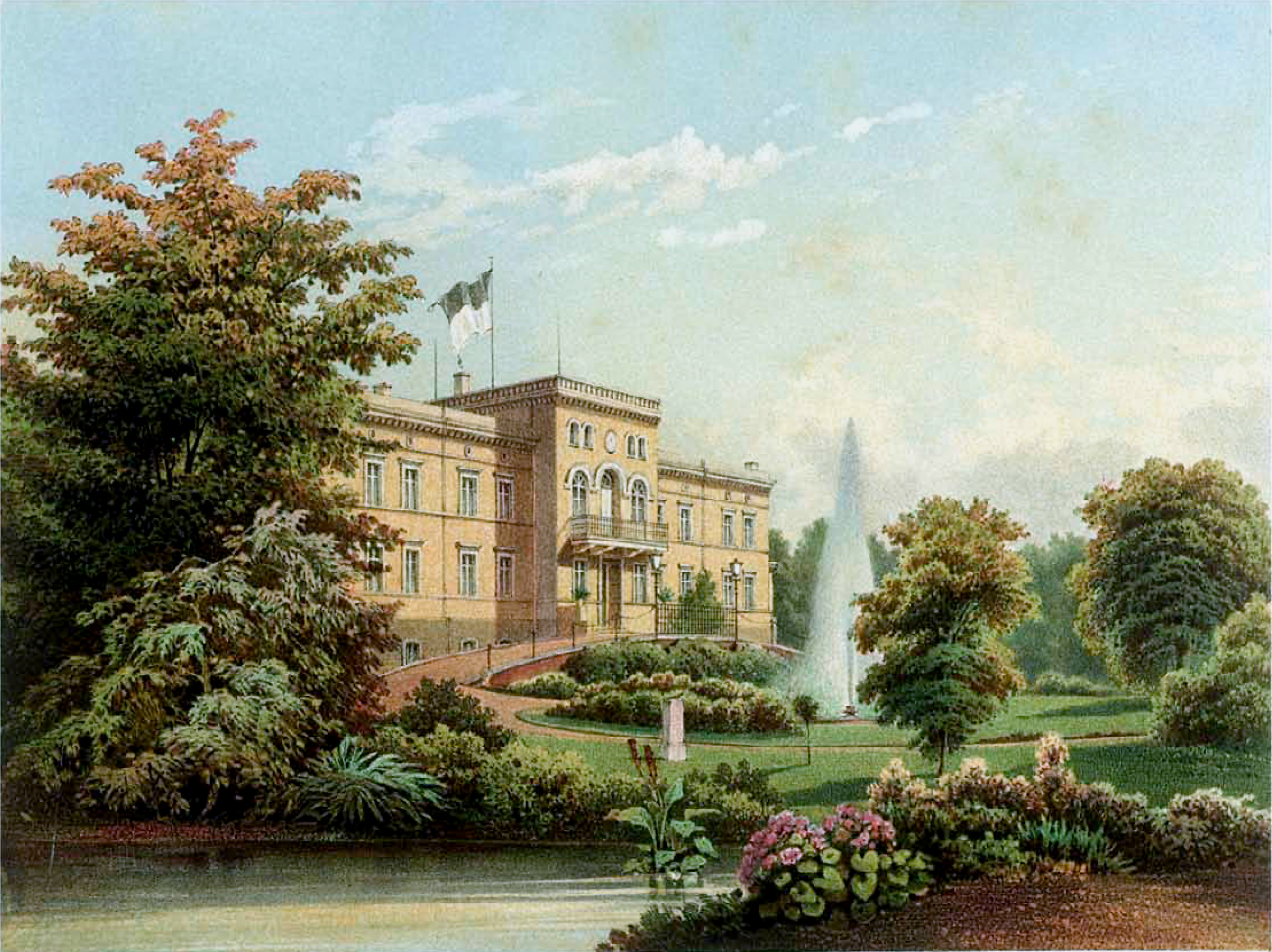
Gutshaus Reinfeld, Sammlung Alexander Duncker

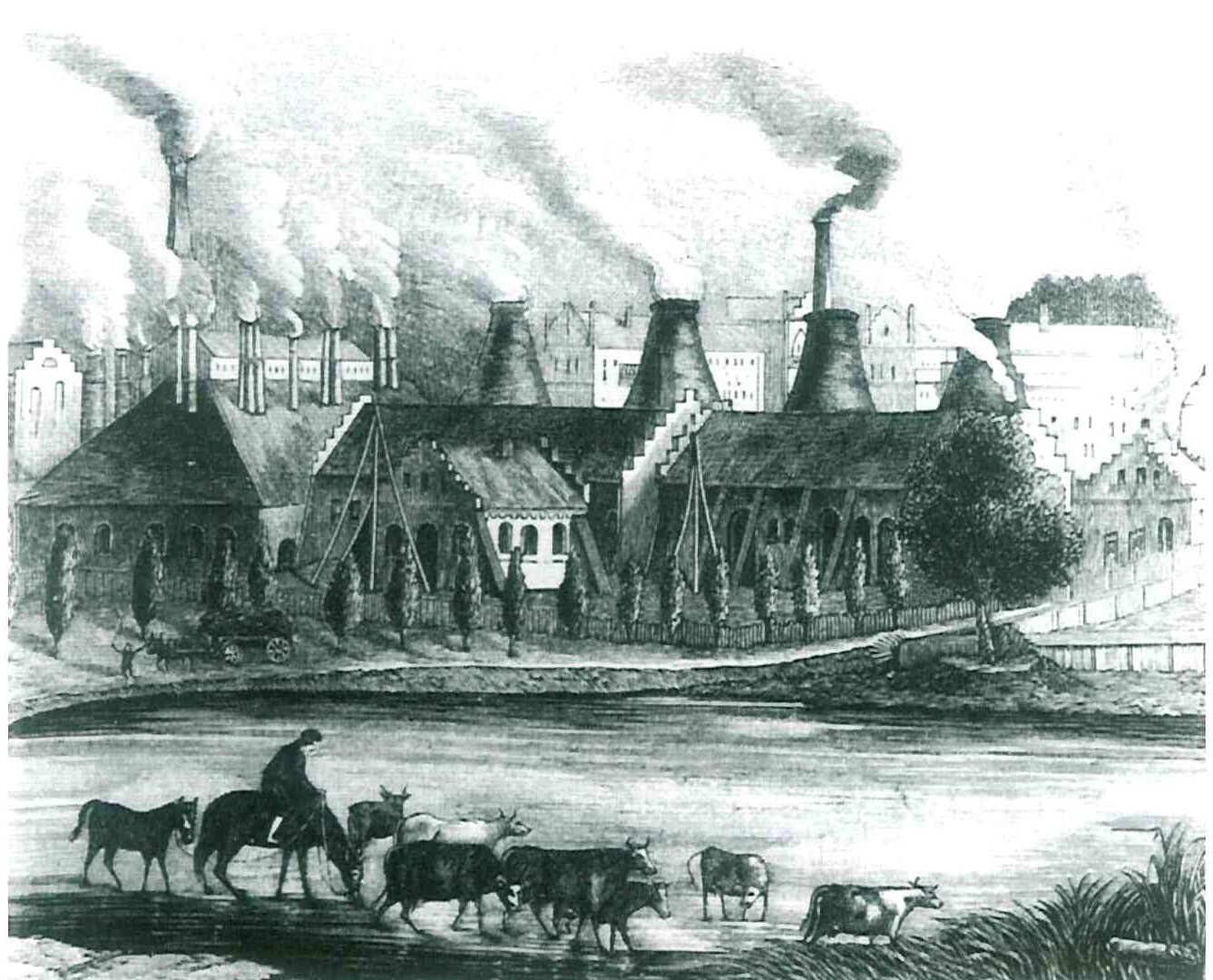
Laurahütte um 1840

Im Jahre 1824 kauften die Gebrüder Moses (1793–1861) und Daniel Oppenheim (* 1800) das Gut Reinfeld mit seinen Vorwerken, daher wollte Moses Oppenheim den Namen „Moritz von Oppenheim-Reinfeld“ führen, es wurde ihm jedoch nur die Kombination von Oppenheim und Reinfeld, „Oppenfeld“, gestattet, und beide Brüder mussten sich christlich taufen lassen. Die von Oppenfeld führten ein Wappen, welches in Anlehnung an das des in Deutschland erloschenen Geschlechts derer von Ramel gestaltet wurde, diese besaßen Reinfeld einst als Lehen. Im Adelsstand („von Oppenfeld“) erhielten die Brüder die Erlaubnis des Ministeriums, diesen Namen ab 22. September 1827 zu verwenden, den sie jedoch mit Rücksicht auf ihre Kredite im Ausland noch nicht veröffentlichten.
Beide betätigten sich unter anderem als Fischzüchter, in Fridrichswalde bei Stargard in Pommern setzten sie 150 Sterlets aus. Herr von Schweinitz sendete diese per Eisenbahn an die Fischzuchtanstalt Oppenfeld. Im Jahre 1835 wurde zwischen dem Grafen Hugo Henckel von Donnersmarck in Siemianowitz und den Gebrüdern Oppenfeld zu Berlin eine Sozietät geschlossen, um das Eisenhütten-Etablissement Laurahütte, südöstlich von Siemianowitz an der Chaussee nach Kattowitz, zu gründen. Ab dem 1. Juli 1858 wurde die Laurahütte ausschließlich durch Graf Henckel von Donnersmark betrieben Die Grundsteinlegung zu diesem Werke fand am 8. September 1836 statt, der Betrieb der Hochofen-Anlage begann am 6. Februar 1839. Mit der Produktion wurde zunächst ein Walzwerk errichtet, bis zum Jahre 1840 wurden vier Hochöfen und zwei Walzhütten erbaut und in Betrieb gesetzt, die technische Ausstattung der Hüttenwerke kam aus England. In der Zeit von 1847 bis 1851 wurde ein Dampfhammer und eine weitere Walzhütte erbaut und im Jahre 1854 erweitert.

## Wappen
Das geteilte Wappen ist oben in vier Reihen von Schwarz und Silber geschacht, unten in Rot ein goldener Stern. Auf dem gekrönten Helm mit rechts schwarz-silbernen und links rot-silbernen Helmdecken ein silbern-schwarz übereck geteilter offener Flug, dazwischen wachsend ein geharnischter Arm mit silberner Hellebarde (oder Streitaxt) in der Faust.

## „Börsen- und Gründungsschwindel“
Otto Glagau (1834–1892) begann im Zusammenhang mit dem „Gründerkrach“ (1873) ab Dezember 1874 eine Artikelserie zum „Börsen- und Gründungsschwindel“ in der Familienzeitschrift Gartenlaube zu veröffentlichen. Darin beschuldigte er pauschal die Juden, durch unlautere Geschäftspraxis und Börsenspekulationen die Wirtschaftskrise verschuldet zu haben, auch die von Oppenfeld finden sich in seinen Ausführungen:

### Continental Telegraphen Compagnie
Am 1. Mai 1865 verkaufte Benda Wolff, der Inhaber der Nationalzeitung, das von ihm errichtete Telegraphenbüro an die „Continental-Telegraphen-Compagnie“, Kommanditgesellschaft auf Aktien. Das Grundkapital wurde auf 333.333 Taler und 10 Silbergroschen festgesetzt und gezeichnet von: Gerson Bleichröder (S. Bleichröder), Victor von Magnus (Bankhaus F. Mart. Magnus), Carl Daniel von Oppenfeld (M. Oppenheims Söhne), Hermann Zwicker (Bankhaus Gebr. Schickler), Theodor Wimmel, Richard Wentzel, Justizrat Valentin und Dr. Ferdinand Salomon (Neffe des Benda Wolff). In den Aufsichtsrat wurde der Vorbesitzer Wolff berufen, die preußische Regierung soll einen Teil der Aktien übernommen haben. Im Jahre 1874 wurde die Auflösung beschlossen, Liquidatoren waren Hermann Rasche, Immanuel Rosenstein und John Fuchs; diese wandelten das Unternehmen in eine reine Aktiengesellschaft, an welcher der Justizrat Hermann Riem beteiligt war, Hauptzeichner waren wieder die vier großen Banken.

„Nicht unerwähnt dürfen hier bleiben die Telegraphen-Bureaux, welche sich, wie Wolff, Reuter, Havas etc. überall in den Händen von Juden befinden, einerseits von den Staatsregierungen abhängig sind und diesen daher ganz zu Willen leben müssen, andererseits die Haupteinnahme von der Börse beziehen und in erster Reihe ihr zu Dienst stehen. Von dem, was in Europa vorgeht, ist in der Regel die Börse besser und eher unterrichtet als selbst Diplomaten und Minister. Wichtige telegraphische Depeschen erhält die Börse weit früher als die Zeitungen, deren Abonnements gar nicht ins Gewicht fallen. Solche Nachrichten, wie z. B. die Meldung von dem Sturz des Grossvezier Midhat, sind längst von der Börse ausgebeutet — escomptirt, wie der technische Ausdruck lautet — ehe Presse und Publikum davon eine Ahnung haben. Und die Börsianer selber werden wieder nicht gleichmässig bedient, sondern es findet eine mehrfache Abstufung statt. Die regierenden Bankhäuser sind stets auch zuerst avertirt; nach ihnen wird die Depesche Häusern zweiten und dritten Ranges mitgetheilt, und noch später erhält sie das Gros der Speculanten. Ebenso haben die Depeschen der Telegraphen-Bureaux auf allen Linien Vorsprung vor den Privat-Telegramms; und ebenso kommt der neue Telegraphentarif des Deutschen Reichs, was Herr Stephan auch sagen mag, keineswegs dem Publikum, aber ganz ausserordentlich der Börse und den grossen Geschäftsleuten zu Gute.“

### Braunkohlenbergbau bei Nudersdorf, Wittenberg
Im März 1872 gründeten Hans Emil von Oppenfeld (Firma M. Oppenheims Söhne), der Generalkonsul z. D. Ludwig Peter Spiegelthal, Otto Moeser (Rechtsconsulent der Gesellschaft), sowie der Eichungsinspektor und Stadtverordnete Bernhard Kosmann in Berlin, mit 600.000 Taler Aktien eine Bergbaugesellschaft. Die Braunkohlengruben hatten jedoch nur eine geringe Ausbeute, die zugehörige Ziegelei musste ihren Betrieb einstellen. Da die Badegäste des 1850 durch die Gebrüder Gustav und Karl Wilhelm Luther gegründeten Badehauses ausblieben, vermutete man als Ursache die nahen Kohlengruben bei Nudersdorf, Wittenberg. Bereits im November 1873 stellte sich der Konkurs ein, die Liquiditätsschwierigkeiten wurden jedoch gelöst und die Auflösung der Gesellschaft beschlossen. Der Liquidator Albert Jausel aus Berlin, und die Aktionäre erhielten etwa 5,5 % zurück. Nach der Neuen Börsen-Zeitung hatte Herr von Oppenfeld das Gut für 100.000 Taler gekauft, es für 520.000 Taler der Gesellschaft überlassen, und kaufte es dann billig aus der Subhastationsmasse zurück. Auf Antrag des Staatsanwaltes wurde ein Untersuchungsverfahren eingeleitet, in dessen Ergebnis die beiden Direktoren Kosmann und der Bergbeamter Knaut zu zwei bzw. einer Woche Gefängnis verurteilt wurden, weil sie den Konkurs nicht rechtzeitig angemeldet hatten.

### West-Club
Gegründet im Dezember 1872 in Berlin von Salomon Lachmann, Adolf Salomon, William Schönlank, Julius Jacoby, dem Geheimen Admiralitätsrat Ernst Gäbler und anderen.

„Charakteristisch für die Hauptstadt des Deutschen Reiches ist, dass dieser Club, welcher die Gesellschaft des vornehmsten Stadtviertels vor dem Potsdamer und Anhalter Thore vereinigen sollte, in der Hauptsache von Juden und Gründern in’s Leben gerufen wurde.“

### Tattersall-Actien-Gesellschaft
Konzessioniert im Jahre 1868 in Berlin, Verwaltungsrat: Abgeordneter Graf Johannes von Renard, Abgeordneter Theodor von Bethmann-Hollweg auf Runowo (Runowo Krajeńskie), Graf von Lehndorff-Steinort und andere.

### Unions-Gestüt Hoppegarten
Gegründet im Mai 1870 von den Abgeordneten Herzog Victor II. Amadeus von Ratibor und Graf von Renard sowie von Wilhelm Herz und Adolf Abel in Berlin, im Februar 1875 wurde die Auflösung beschlossen.

### Berliner Reit-Institut
Gegründet im Dezember 1872 in Berlin von Felix Meyer, Hans von Adelson, Oscar Bennewitz, Samuel Heinrich Ellon, Justizrat Hermann Riem (Mitglied der Gesetzlosen Gesellschaft zu Berlin), Regierungsassessor a. D. George Magnus, Rittergutsbesitzer Emil Eschwe, James Saloschin und anderen. Das Institut schloss 1873/1874 mit circa 10.000 Talern Verlust und wurde im Oktober 1875 an den bisherigen Betriebsdirektor verpachtet.
Glaugau warf diesen vier Gesellschaften vor, reine Privatgründungen gewesen zu sein, deren Aktien nicht für die Öffentlichkeit bestimmt waren. Er fand es

„interessant zu sehen, wie hier hoher Adel und hohe Finanz sich die Hände reichen, wie die Börse auch in noblen Passionen macht. Der sogenannte „Millionen-Club“ in Berlin, wo in der Schwindelperiode nur Millionäre aufgenommen und blosse Fünfmalhunderttausendthaler-Männer schroff zurückgewiesen wurden, sah als Gäste häufig Grafen und Herzoge bei sich, und umgekehrt bewegten sich in den adligen Casinos auch reiche Börsianer und Semiten. Auf den Rennen zu Hoppegarten gehörten Freiherr von Oppenheim und Herr von Oppenfeld zu den Matadoren, und auch der grosse Gründer R. A. Seelig hat hier manchen Preis gewonnen. Derselbe hielt sich einen kostbaren Marstall, hat denselben nach dem Krach aber wieder abgeschafft. Die Allee im Thiergarten, welche nach dem Siegesdenkmal führt, hiess damals im Volksmunde „Gründer-Allee“, denn hier fuhren die Gründer in Equipagen mit Gummirädern, hier trabten sie, mehr zu Anderer, als zu ihrem eigenen Vergnügen, auf den edelsten Rossen. Die Börse beritten, das Alte Testament zu Pferde — welch ein wundersamer Anblick! Und nicht selten passirte ein Unglück. Einer der gewaltthätigsten Gründer stürzte mit dem Pferde und wurde zu Tode geschleift, vor den Augen seiner Gattin, die ihn an einem Frühlingsmorgen auf einem Spazierritt begleitete.“